# Todo un hombre (película de 1943)
Todo un hombre es una película argentina dirigida por Pierre Chenal sobre guion de Homero Manzi, Miguel Mileo y Ulises Petit de Murat según la novela Nada menos que todo un hombre de Miguel de Unamuno que se estrenó el 16 de agosto de 1943 y que tuvo como protagonistas a Francisco Petrone, Amelia Bence, Nicolás Fregues, Florindo Ferrario y Guillermo Battaglia. 

## Sinopsis
Una mujer venida a menos se casa con un hombre rico.

## Producción
Inicialmente Chenal fue contratado por Artistas Argentinos Asociados, una empresa cinematográfica que había sido creada apenas un año antes de su llegada a Buenos Aires y que aspiraba a trabajar en forma de cooperativa. El guion fue encargado a Homero Manzi y Ulyses Petit de Murat. La obra original era una historia de pasiones impregnada de romanticismo en la cual los guionistas encontraron diversos escollos para trasvasarla al cine. El personaje principal de la novela, a cuya caracterización como "todo un hombre" por Unamuno se refería el título, tenía una actitud ambigua respecto de la relación que su mujer mantenía con un tercero que la perseguía.
Cuando los guionistas finalizaron su trabajo y se realizó su lectura surgió un fuerte entredicho con Chenal. El director sostenía que la película debía mostrar en forma inequívoca que la esposa se había entregado al acosador: según él la grandeza del personaje consistía en saberse engañado y perdonar. Los guionistas se oponían afirmando que el personaje era "todo un hombre" justamente porque era capaz de seguir amándola a pesar de las sospechas sobre su conducta. La discusión subió de tono, la reunión se disolvió y pareció que el proyecto tal como estaba concebido abortaba.
Sin embargo, al día siguiente hubo nuevas reuniones y se modificó el guion. Para los guionistas eran cambios sin importancia, en tanto que el director los veía como fundamentales, con lo cual el entendimiento dejó a todos muy satisfechos. La película fue un éxito, se mantuvo ocho semanas en las salas de estreno y recibió elogios de los críticos de cine, al igual que su director y actores.
Hay otro filme español basado en la novela, titulado Nada menos que todo un hombre (1972) dirigido por Rafael Gil.

## Personajes
- Francisco Petrone ...Alejandro Gómez
- Amelia Bence ...Julia
- Nicolás Fregues ...Doctor Sendra
- Florindo Ferrario ...Héctor Giró
- Guillermo Battaglia
- Ana Arneodo ...Ana, madre de Julia
- Tilda Thamar ...Alicia
- Carlos Bellucci
- Juan Carrara
- Jacinta Diana
- Jorge Lanza ...Enrique Regules
- Liana Moabro ...dama de la caridad
- Percival Murray
- René Mugica ...José
- Leticia Scury
- Juan Serrador

## Comentario
El diario Crítica opinó sobre el filme:

"tiene calidad la realización de Chenal … tras un comienzo de expectación en que con imágenes rápidas y serenas se muestra el cuadro de los personajes …y se insinúa el problema…va clavando cada vez más el estilete de la inquietud y escapando el alma de un clima raro …técnica ejemplar de ángulos novedosos y en rostros, y fragmentos de rostros de maravilloso sentido plásstico y emocional."

## Premio
La Academia de Artes y Ciencias Cinematográficas de la Argentina le otorgó el premio Cóndor Académico a los mejores actores protagónicos femenino y masculino de 1943 a Amelia Bence y Francisco Petrone respectivamente.